# San Pedro Necta (kommunhuvudort i Guatemala)
San Pedro Necta är en kommunhuvudort i Guatemala.   Den ligger i departementet Departamento de Huehuetenango, i den västra delen av landet, 160 km nordväst om huvudstaden Guatemala City. San Pedro Necta ligger 1 664 meter över havet och antalet invånare är 3 554.
Terrängen runt San Pedro Necta är bergig åt nordväst, men åt sydost är den kuperad. Runt San Pedro Necta är det tätbefolkat, med 570 invånare per kvadratkilometer. Närmaste större samhälle är Jacaltenango, 19,8 km norr om San Pedro Necta. I omgivningarna runt San Pedro Necta växer huvudsakligen savannskog.